# Карапапахский диалект
Карапапахский диалект (азерб. Qarapapaq ləhcəsi) — диалект азербайджанского языка, входящий в южную группу говоров, на котором говорят карапапахи, распространён на северо-западе Ирана, а также близ армяно-грузинской границы.

## Ареал

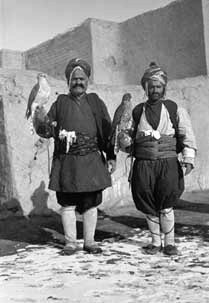
Карапапахи, носители карапапахского диалекта, Сулдуз, 1919 год

Карапапахи населяют области Борчалы и Месхетия в Грузии, запад Азербайджана, в Газахском и Агстафинском районах, на северо-востоке Турции (Карс и Ыгдыр) и северо-западе Ирана. Наряду с карапапахским диалектом, они так же говорят на борчалинском говоре и газахском диалектах. Карапапахский диалект распространён у озера Урмия, также некогда на верховьями рек Кура и Арпачай, на границе между Арменией и Грузией. 